# Georges Jules Bertrand
Pour les articles homonymes, voir Bertrand.
Cet article possède un paronyme, voir Georges Bertrand.
Georges Jules Bertrand, né le 22 novembre 1849 à Paris et mort le 11 août 1929 à Versailles, est un artiste peintre français.

## Biographie

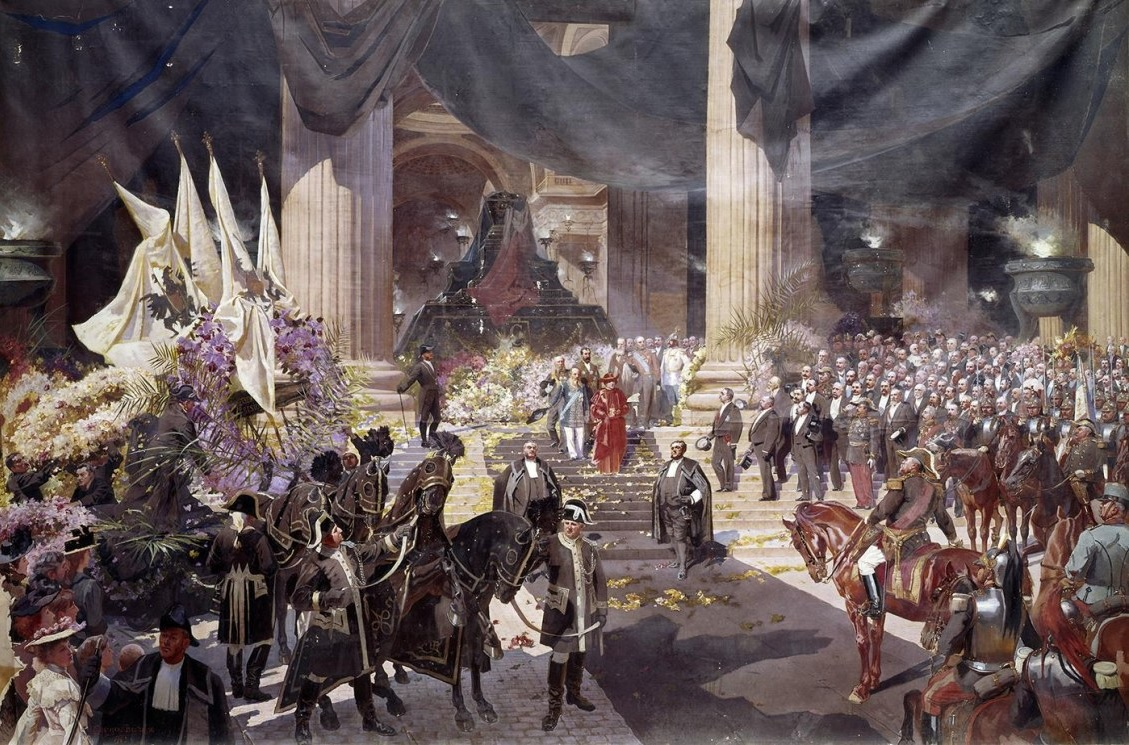
Funérailles du président Carnot au Panthéon, 1 juillet 1894 (1903), musée de l'Histoire de France, château de Versailles.

Elève de Félix Barrias et de Léon Bonnat, il expose dès 1876 au Salon des artistes français puis à la Société des artistes français où, en 1879, il obtient un important succès avec sa toile La Patrie.
Artiste officiel pourvu de nombreuses commandes publiques, on lui doit entre autres le tableau monumental Funérailles du président Carnot au Panthéon, 1er juillet 1894.
Il est l'auteur du décor de la grande salle à manger des fêtes de l'Hôtel de ville de Paris.
Il est décoré de la Légion d'honneur en 1907. A cette date, il résidait à Versailles où il présidait la Société Art et Charité.

## Œuvres
- Patrie
- Feuilles d'automne
- Les Roses, 1879
- Loisirs d'esclave, 1879
- Profil perdu, 1898
- Portrait, 1898
- Funérailles du président Carnot, 1894